# Teruki Mijamoto
Teruki Mijamoto (26. prosinec 1940 – 2. únor 2000) je bývalý japonský fotbalista.

## Reprezentace
Teruki Mijamoto odehrál 58 reprezentačních utkání. S japonskou reprezentací se zúčastnil letních olympijských her 1964, 1968.

## Statistiky
| Japonsko | Japonsko | Japonsko |
| Roky     | Záp.     | Góly     |
| -------- | -------- | -------- |
| 1961     | 5        | 3        |
| 1962     | 7        | 1        |
| 1963     | 5        | 2        |
| 1964     | 2        | 0        |
| 1965     | 4        | 1        |
| 1966     | 5        | 3        |
| 1967     | 5        | 5        |
| 1968     | 4        | 0        |
| 1969     | 3        | 2        |
| 1970     | 12       | 1        |
| 1971     | 6        | 1        |
| Celkem   | 58       | 19       |